# Francisca de Almeida Furtado
Francisca de Almeida Furtado (4 de outubro de 1826, Viseu, Reino de Portugal - 12 de março de 1918, Porto, Portugal) foi uma pintora, retratista e miniaturista luso-espanhola.

## Biografia
Nascida a 4 de outubro de 1826, na antiga freguesia da Sé, em Viseu, Francisca de Almeida Furtado era filha do pintor e miniaturista português José de Almeida Furtado (1778-1831), conhecido como “o Gata”, natural de Viseu, e de Maria de Loreto Bentura Amezqueta (1783-?), ou ainda Mesquita em alguns registos, natural de Salamanca, Espanha. Era a sétima dos oito filhos do casal, sendo irmã de Tadeu de Almeida Furtado (1812-1901), Maria das Dores de Almeida Furtado (1814-1842), Eugénia de Almeida Furtado (1816-?), Rosa de Almeida Furtado (1817-?), José de Almeida Furtado, Francisco de Almeida Furtado (1825-?) e Doroteia de Almeida Furtado (1829-?). Todos os seus irmãos e irmãs foram artistas, à excepção de Francisco de Almeida Furtado.
Em 1831, com apenas cinco anos de idade, Francisca de Almeida Furtado ficou órfã de pai. Pouco depois, em 1834, a sua mãe, na condição de viúva, com oito filhos para criar e com dificuldades financeiras para os sustentar, decidiu partir para a cidade do Porto, em busca de novas oportunidades de vida e trabalho, mudando-se com toda a sua família.

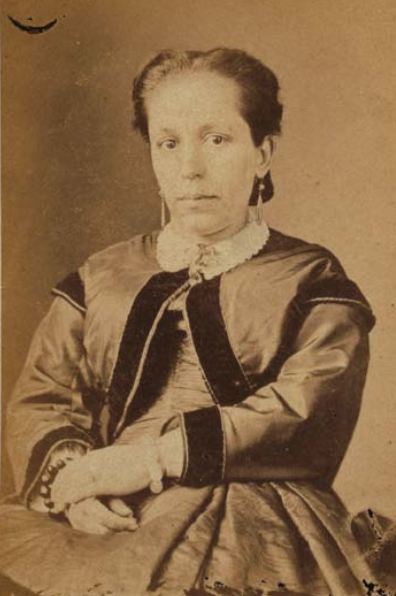
Retrato fotográfico da artista portuguesa Francisca de Almeida Furtado (1827-1918)

Anos mais tarde, demonstrando interesse pelas artes, tal como o seu pai e irmãos mais velhos, em 1837, tornou-se discípula do seu irmão Tadeu, quando este começou a dar aulas particulares de desenho e pintura em casa a diversas senhoras da aristocracia portuguesa, e posteriormente na Academia Portuense de Belas Artes, onde foi mentor de José de Almeida e Silva, entre muitos outros mestres da pintura portuguesa do século XIX.

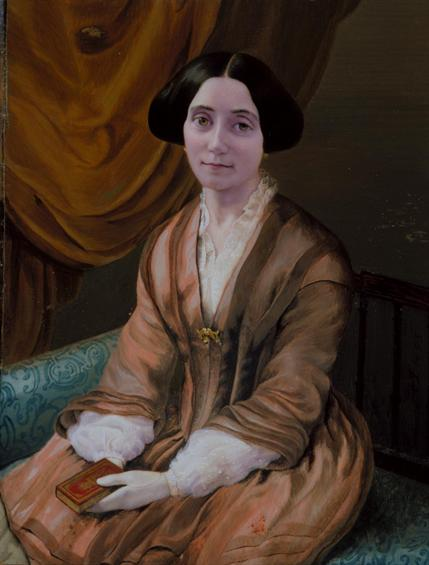
Retrato de Eugénia de Almeida Furtado, da autoria de Francisca de Almeida Furtado, c.1865 (Museu Nacional de Arte Antiga, Lisboa)

Envolvidos nos círculos culturais e artísticos da cidade, pouco depois, quase toda a família Almeida Furtado começou a participar em várias exposições e mostras de arte, realizando várias obras no estilo do miniaturismo e do retrato, tal como o seu pai.
Após algumas exposições trienais da Academia Portuense de Belas Artes e mostras colectivas realizadas em diversas galerias de arte pela cidade, apresentando uma excelente técnica e qualidade de execução das suas obras, quase todas em miniaturas e com a técnica de têmpera sobre marfim, o pintor Auguste Roquemont, antigo amigo do seu pai e da sua família, passou a recomendar os trabalhos de Francisca de Almeida Furtado a algumas das mais altas e ilustres figuras da época. Fruto desse feliz reencontro, a jovem pintora foi convidada pela rainha D. Maria II para retratar alguns membros da família real, viajando pela primeira vez para Lisboa, onde permaneceu cerca de dez meses, enquanto completava os seus trabalhos. Passando a receber desde esse momento inúmeras propostas e encomendas para trabalhos da sua autoria de pessoas célebres como Alexandre Herculano e ainda um estatuto de renome pela sua técnica e perícia na arte da pintura, rapidamente foi proclamada como a melhor pintora miniaturista portuguesa do seu tempo pelo pintor romântico Francisco José de Resende.
Com 26 anos de idade, juntamente com a sua irmã Doroteia de Almeida Furtado, foi eleita académica de mérito pela Academia Portuense de Belas Artes, após participar na exposição trienal da mesma supracitada no ano de 1852, passando a participar nas reuniões das Conferências Gerais da dita academia artística, algo muito raro para as mulheres na sociedade portuguesa do século XIX, e um ano depois ingressou em várias aulas de Pintura Histórica, regidas pelo professor e pintor António Manuel da Fonseca.
Nos últimos anos da sua vida, a pintora começou a deixar o miniaturismo de parte e a utilizar suportes de maior dimensão para as suas obras. Participou na Exposição Internacional do Porto, que decorreu no Palácio de Cristal em 1865 e obteve a primeira medalha com um auto-retrato, no Grémio Artístico em 1894, onde apresentou trabalhos realizados em aguarelas, e na Exposição de Madrid, em 1871.
Francisca de Almeida Furtado faleceu a 12 de março de 1918, no Porto, cidade onde viveu quase toda a sua vida.

## Legado e Homenagens
Actualmente quase todas as suas obras encontram-se em colecções privadas e leilões de arte e antiguidades, com excepção de algumas peças que integram as exposições permanentes ou temporários do Museu Nacional de Arte Antiga, em Lisboa, Museu Nacional Grão Vasco, em Viseu, e no Museu Nacional Soares dos Reis, no Porto.

## Galeria

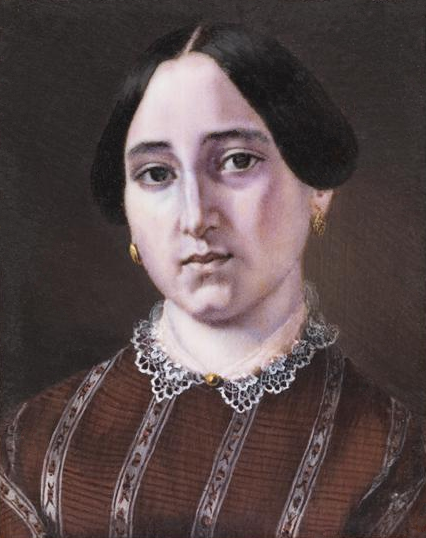
Retrato de Doroteia de Almeida Furtado (Museu Nacional Grão Vasco, Viseu)
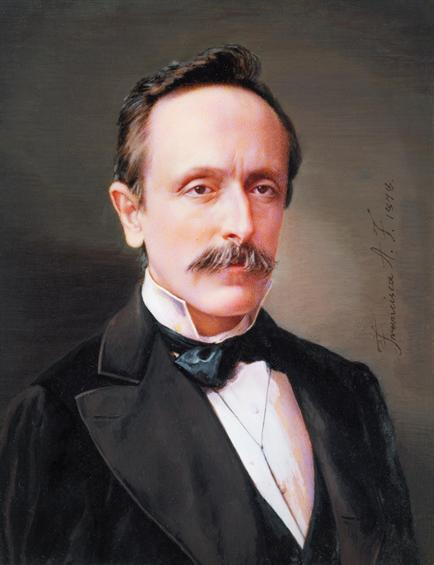
Retrato do Conde de Samodães, c. 1878 (Museu Nacional Soares dos Reis, Porto)
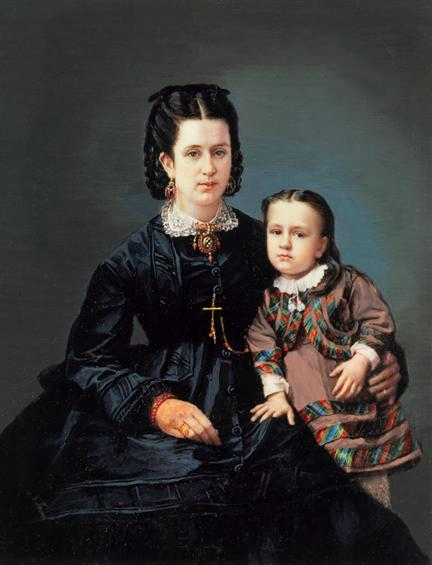
Retrato de D. Albertina Borges de Castro e de seu filho Manuel (Museu Nacional Soares dos Reis, Porto)
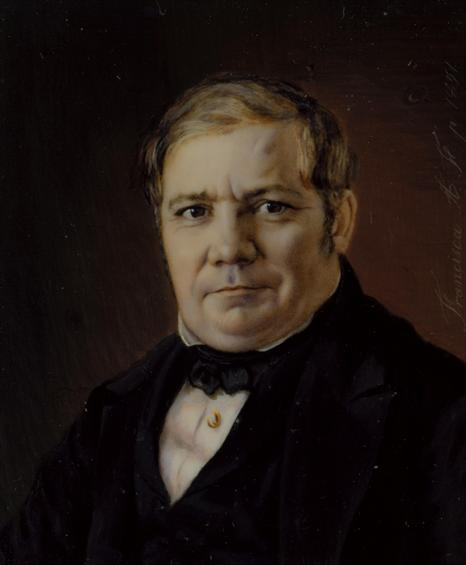
Retrato de Fonseca Pinto, c. 1852 (Museu Nacional de Arte Antiga, Lisboa)
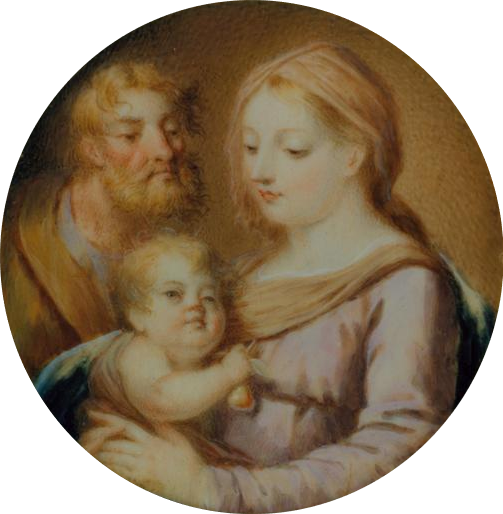
Miniatura da Sagrada Família (Museu Nacional de Arte Antiga, Lisboa)
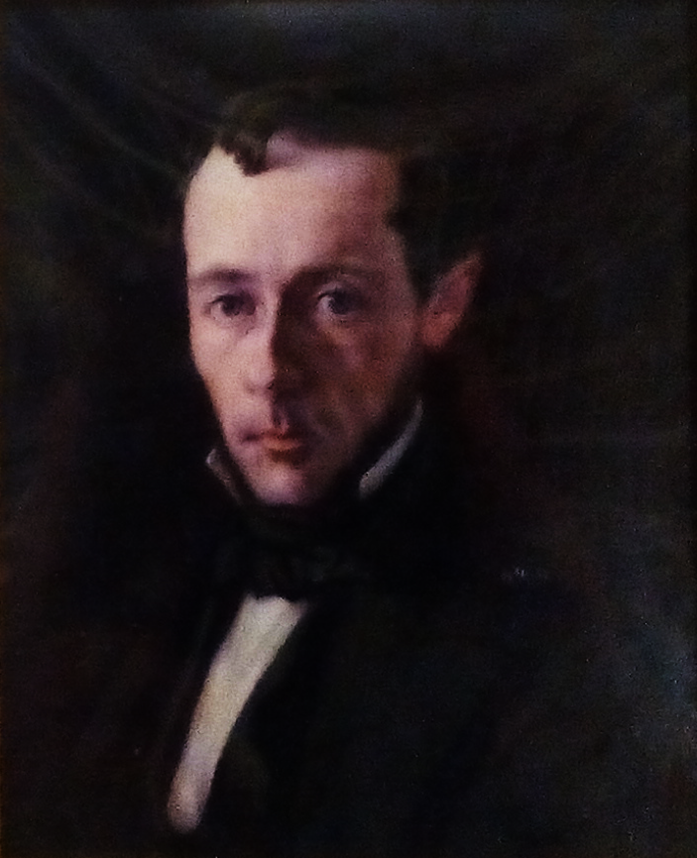
Retrato de Alexandre Herculano, c. 1852 (Museu Nacional de Arte Antiga, Lisboa)
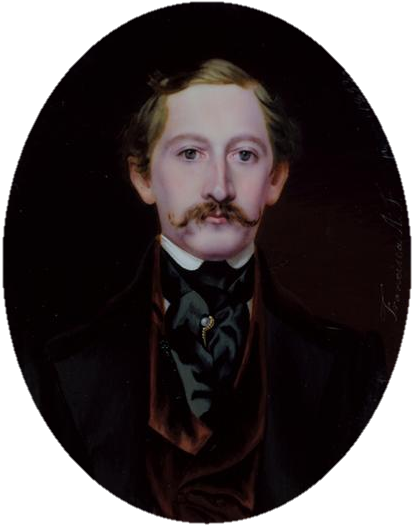
Retrato de D. Fernando II, c. 1852